# 成淑
成淑（1987年7月11日—），江苏南通人，中国女子羽毛球运动员。

## 簡歷
2008年9月，成淑伙拍赵芸蕾參加日本羽毛球超級賽，在決賽以2比1擊敗馬來西亞的組合陳儀慧/黃佩蒂，贏得首個羽毛球超級系列賽的冠軍。數日後，她們又在中国羽毛球大师赛以2比0擊敗中國澳門的組合張丹/張之博，再次贏得系列賽冠軍。同年12月，成/趙組合在香港羽毛球公開賽不敵趙婷婷/張亞雯屈居亞軍，但仍能憑藉連月來的佳績，首次躋身世界羽聯的世界排名頭十位。
2009年4月，成淑/赵芸蕾的組合的世界排名躍升至第二位，僅次於馬來西亞的組合黃佩蒂/陳儀慧。同年8月，二人首次參加世界羽毛球锦标赛即闖進決賽；雖然最後負於隊友赵婷婷/张亚雯，僅得亞軍，但世界排名卻成功攀登上首位。
2010年11月，成淑代表中國出戰廣州亞運會，參加羽毛球比賽的女子團體項目，奪得金牌。
2013年9月，成淑在辽宁全运会的羽毛球比赛為江蘇隊赢得了女团和女双（搭檔汤金华）两枚银牌。其中，她在女双决赛期間一次回球时扭到了膝盖，痛苦倒地，無法繼續比賽；但要强的成淑并不愿意被抬出赛场，於是身為對手的王晓理就背起她到更衣室去繼續治療。
其後，北京大学第三医院為成淑作了检查，證實成淑的左膝副韧带断了一半，半月板也有一定程度的损伤，需要静养三个月才能康复。休养了一个月后，她回到北京开始进行康复训练。期間，她考慮到自己岁数也不小了，就算康复了之后再去打球，要想恢复到以前的高度也几乎是不可能的了，於是在伤势基本痊愈后，向国家队提交了退役报告。同年年底，成淑正式从国家队退役，並被保送北京交通大学當法学研究生。
2014年5月，休息半年的成淑重新回到江苏队训练，出战了7月底舉行的全国锦标赛团体赛，並助江苏队取得第三名。

## 主要比賽成績
只列出曾進入準決賽的國際賽事成績：
| 年份   | 賽事                     | 公開賽級別 | 項目     | 拍檔   | 成績   |
| ------ | ------------------------ | ---------- | -------- | ------ | ------ |
| 2007年 | 亞洲羽毛球錦標賽         | 其他       | 女子雙打 | 赵芸蕾 | 銀牌   |
| 2007年 | 奧地利羽毛球國際賽       |            | 女子雙打 | 赵芸蕾 | 冠軍   |
| 2008年 | 日本羽毛球超級賽         | 超級賽     | 女子雙打 | 赵芸蕾 | 冠軍   |
| 2008年 | 中國羽毛球大師賽         | 超級賽     | 女子雙打 | 赵芸蕾 | 冠軍   |
| 2008年 | 澳門羽毛球黃金大獎賽     | 黃金大獎賽 | 女子雙打 | 赵芸蕾 | 冠軍   |
| 2008年 | 法國羽毛球超級賽         | 超級賽     | 女子雙打 | 赵芸蕾 | 準決賽 |
| 2008年 | 香港羽毛球超級賽         | 超級賽     | 女子雙打 | 赵芸蕾 | 亞軍   |
| 2009年 | 德國羽毛球大獎賽         | 大獎賽     | 女子雙打 | 赵芸蕾 | 冠軍   |
| 2009年 | 全英羽毛球超級賽         | 超級賽     | 女子雙打 | 赵芸蕾 | 亞軍   |
| 2009年 | 世界羽毛球錦標賽         | 其他       | 女子雙打 | 赵芸蕾 | 銀牌   |
| 2009年 | 印尼羽毛球超級賽         | 超級賽     | 女子雙打 | 赵芸蕾 | 亞軍   |
| 2009年 | 中國羽毛球大師賽         | 超級賽     | 女子雙打 | 赵芸蕾 | 亞軍   |
| 2009年 | 法國羽毛球超級賽         | 超級賽     | 女子雙打 | 赵芸蕾 | 亞軍   |
| 2009年 | 香港羽毛球超級賽         | 超級賽     | 女子雙打 | 赵芸蕾 | 準決賽 |
| 2009年 | 東亞運動會羽毛球比賽     | 其他       | 女子團體 | －     | 金牌   |
| 2009年 | 東亞運動會羽毛球比賽     | 其他       | 女子雙打 | 赵芸蕾 | 銅牌   |
| 2010年 | 韓國羽毛球超級賽         | 超級賽     | 女子雙打 | 赵芸蕾 | 冠軍   |
| 2010年 | 德國羽毛球大獎賽         | 大獎賽     | 女子雙打 | 赵芸蕾 | 亞軍   |
| 2010年 | 全英羽毛球超級賽         | 超級賽     | 女子雙打 | 赵芸蕾 | 亞軍   |
| 2010年 | 世界羽毛球錦標賽         | 其他       | 女子雙打 | 赵芸蕾 | 銅牌   |
| 2010年 | 日本羽毛球超級賽         | 超級賽     | 女子雙打 | 赵芸蕾 | 亞軍   |
| 2010年 | 中國羽毛球超級賽         | 超級賽     | 女子雙打 | 赵芸蕾 | 冠軍   |
| 2010年 | 亞洲運動會羽毛球比賽     | 其他       | 女子團體 | －     | 金牌   |
| 2010年 | 世界羽聯超級系列賽總決賽 | 超級賽     | 女子雙打 | 赵芸蕾 | 亞軍   |
| 2011年 | 馬來西亞羽毛球超級賽     | 超級賽     | 女子雙打 | 马晋   | 準決賽 |
| 2011年 | 泰國羽毛球黃金大獎賽     | 黃金大獎賽 | 女子雙打 | 包宜鑫 | 亞軍   |
| 2011年 | 加拿大羽毛球大獎賽       | 大獎賽     | 女子雙打 | 包宜鑫 | 冠軍   |
| 2011年 | 碧特博格羽毛球黃金大獎賽 | 黃金大獎賽 | 混合雙打 | 刘小龙 | 準決賽 |
| 2012年 | 德國羽毛球黃金大獎賽     | 黃金大獎賽 | 女子雙打 | 潘攀   | 準決賽 |
| 2012年 | 亞洲羽毛球錦標賽         | 其他       | 女子雙打 | 潘攀   | 銅牌   |
| 2012年 | 泰國羽毛球黃金大獎賽     | 黃金大獎賽 | 女子雙打 | 潘攀   | 亞軍   |
| 2012年 | 優霸盃                   | 其他       | 女子團體 | －     | 金牌   |
| 2012年 | 中國羽毛球大師賽         | 超級賽     | 女子雙打 | 骆羽   | 亞軍   |
| 2013年 | 全英羽毛球首要超級賽     | 首要超級賽 | 女子雙打 | 赵芸蕾 | 亞軍   |
| 2013年 | 印尼羽毛球首要超級賽     | 首要超級賽 | 女子雙打 | 包宜鑫 | 冠軍   |
| 2016年 | 越南羽毛球大獎賽         | 大獎賽     | 女子雙打 | 孙晓黎 | 準決賽 |

| 2007-2017年 | 首要超級賽 | 超級賽 | 黃金大獎賽 | 大獎賽 | 國際挑戰賽 | 國際系列賽 | 未來系列賽 | 其他 |

| 2018-2026年 | 總決賽 | 超級1000賽 | 超級750賽 | 超級500賽 | 超級300賽 | 超級100賽 | 國際挑戰賽 | 國際系列賽 | 未來系列賽 | 其他 |

### 世界冠軍頭銜
成淑在羽毛球生涯中共奪得1項羽毛球世界冠軍頭銜。
| 賽事   | 奪冠次數 | 年份               |
| ------ | -------- | ------------------ |
| 尤伯杯 | 1        | 2012年（女子團體） |
| 總計   | 1        |                    |

### 奧運會和世錦賽參賽紀錄
|          | 搭檔   | 2009 | 2010 |
| -------- | ------ | ---- | ---- |
| 女子雙打 | 赵芸蕾 | 銀牌 | 銅牌 |